# Décaprénoxanthine
 (avril 2025).
La décaprénoxanthine est un caroténoïde xanthophylle et un polyène de formule chimique C50H72O2.
La bactérie du sol à pigmentation jaune Corynebacterium glutamicum (en) accumule la décaprénoxanthine et ses glucosides,.
La décaprénoxanthine est le principal caroténoïde accumulé par la bactérie Arthrobacter arilaitensis sous forme de pigment jaune dans la coloration de surface des fromages à pâte molle et croûte lavée.
La flavuxanthine est un caroténoïde en C50, intermédiaire dans la biosynthèse de la décaprénoxanthine par Corynebacterium glutamicum et de la sarcinaxanthine gamma-cyclique par Micrococcus luteus. Elle joue un rôle de métabolite bactérien,.
Les caroténoïdes en C50 sont rares.
Ce sont des pigments jaunes, oranges ou rouges dérivés de précurseurs spécifiques présents dans les bactéries et les plastes végétaux. Ils sont synthétisés par une série de réactions et peuvent avoir des structures cycliques ou acycliques.